# Lacerta bilineata
Lacerta bilineata är en ödleart som beskrevs av Daudin 1802. Lacerta bilineata ingår i släktet Lacerta och familjen lacertider.

## Utseende
Hannar blir med en absolut längd av ungefär 36 cm större än honor som når cirka 33 cm. Svansen utgör ungefär två tredjedelar av hela längden. Nykläckta ungar är ungefär 9 cm långa. Typiskt för arten är en robust kroppsbyggnad, ett stort huvud och en grönaktig grundfärg. På kroppens sidor hittas ofta flera mörka fläckar. Honor har ibland smala längsgående ljusa linjer på ovansidan. Under parningstiden har hannar en tydlig blå strupe och honans strupe är gul, grå eller blekare blå. Hos ungar är kroppen brun eller sällan grå och strupen grön till gulgrön. Äldre ungdjur kan ha samma linjer som finns hos vuxna honor.

## Utbredning
Arten förekommer från norra Spanien över Frankrike och södra Alperna till Italien och Slovenien. Avskilda populationer lever i västra Tyskland och på Kanalöarna. Lacerta bilineata når i bergstrakter 2160 meter över havet. Den introducerades i Kansas, USA, i Storbritannien och på Krim.

## Ekologi
Habitatet utgörs av gräsmarker med några träd och buskar. Arten besöker även skogskanter, skogsgläntor, vinodlingar och liknande kulturlandskap. Arten undviker särskild torra ställen. Exemplaren vistas under vintern i ett gömställe och de kommer under mars fram. Några exemplar kan direkt bilda par men den egentliga parningstiden sträcker sig från april till juni. Hannar och ibland även honor försvarar sitt revir mot artfränder av samma kön genom strider. Hannar kan vid dessa tillfällen få sår. Den underlägsna individen trampar ofta med fötterna på samma ställe. Honor lägger sina ägg 4 till 5 veckor efter parningen. Äggen göms under överhängande klippor eller i självgrävda upp till 30 cm långa tunnlar. Ungarna kläcks efter cirka sju veckor. Under gynnsamma förhållanden förekommer två parningar per år.
Lacerta bilineata ligger på morgonen på en solig plats som en klippa, en buske eller sällan ett träd. Födan utgörs främst av olika ryggradslösa djur som insekter, spindeldjur, eller gråsuggor och tånglöss. Ibland fångas en liten gnagare eller mindre ödlor. Sällan äts fruktdelar eller bär.

## Hot
Beståndet hotas av landskapsförändringar. I lämpliga habitat är ödlan vanligt förekommande. IUCN kategoriserar arten globalt som livskraftig.

## Underarter
Arten delas in i följande underarter:
- L. b. bilineata
- L. b. chloronota
- L. b. chlorosecunda
- L. b. indet
- L. b. fejervaryi